# Ilana Shmueli
Ilana Shmueli, Liane Schindler (geboren 7. März 1924 in Czernowitz, Bukowina, Rumänien; gestorben 11. November 2011 in Jerusalem), war eine israelische Schriftstellerin.

## Leben
Liane Josephine Schindlers Vater studierte Ingenieurwesen in Wien und heiratete eine Wienerin, mit der er zurück in die Bukowina zog und eine Möbelfabrik gründete. Er war Zionist und Vorsitzender des Czernowitzer Makkabi-Fußballclubs. Liane und ihre Schwester sprachen zu Hause gehobenes Deutsch, sie lernte Rumänisch, Latein, Französisch, Hebräisch und Englisch. Für die jugendliche Liane war das großbürgerliche Gehabe der Eltern ein „Leben ohne Boden“. Mit der sowjetischen Besetzung der Bukowina 1939 musste sie auf eine jiddische Schule wechseln und Russisch lernen. Mit der rumänischen (Rück-)Eroberung der Bukowina 1941 wurden die Juden ghettoisiert und zum großen Teil nach Transnistrien deportiert. 1944 gelang es der Familie Schindler, auf einem bulgarischen Transportschiff von Constanța nach Istanbul zu gelangen und eine Einreiseerlaubnis für Palästina zu erhalten.
Dort studierte sie Musik- und Sozialpädagogik.
Ilana Shmueli war mit Oskar Kokoschka und Rose Ausländer befreundet. Einer ihrer Jugendfreunde war Paul Celan, den sie 1965 in Paris und dann wieder 1969 in Jerusalem traf. Sie verband die Lyrik und die Musik. Nach den Besuchen begannen sie einen regen Briefwechsel, der auch veröffentlicht wurde. Schon bald darauf starb Paul Celan unter ungeklärten Umständen im April 1970 in Paris. Ilana Shmueli arbeitete als Sozialpädagogin und Kriminologin und als Fortbildungsleiterin für das israelische Wohlfahrtsministerium in Tel Aviv. Erst nach ihrer Pensionierung begann sie zu schreiben und versuchte, Gedichte Celans ins Hebräische zu übersetzen. Sie lebte zuletzt in Jerusalem.

## Auszeichnung
- 2009 Theodor-Kramer-Preis für Schreiben im Widerstand und im Exil zusammen mit Josef Burg

## Werke
- Ein Kind aus guter Familie. Czernowitz 1924–1944. Mit einem Nachwort von Andrei Corbea-Hoisie, Bukowiner Literaturlandschaft Band 29, Rimbaud, Aachen 2006, ISBN 978-3-89086-621-5.
- Zwischen dem Jetzt und dem Jetzt. Gedichte. Bukowiner Literaturlandschaft Band 36, Rimbaud, Aachen 2007, ISBN 978-3-89086-562-1.
- Zeitläufe – ein Brief. Mit einem Vorwort von Rob Riemen, Bukowiner Literaturlandschaft Band 47, Rimbaud-Taschenbuch Nummer 70, Rimbaud, Aachen 2009, ISBN 978-3-89086-518-8.
- Sag, daß Jerusalem ist. Über Paul Celan. Oktober 1969 – April 1970. Mit einem Nachwort von Matthias Fallenstein, Celan-Studien. Neue Folge Band 3, Bukowiner Literaturlandschaft Band 52, Rimbaud, Aachen 2010, ISBN 978-3-89086-495-2.
- Leben im Entwurf. Gedichte aus dem Nachlass, Bukowiner Literaturlandschaft Band 62, Lyrik-Taschenbuch Nummer 79, Rimbaud, Aachen 2012, ISBN 978-3-89086-467-9.

## Briefe
- Paul Celan – Ilana Shmueli: Briefwechsel, Herausgegeben von Ilana Shmueli und Thomas Sparr, Suhrkamp, Frankfurt am Main 2004, ISBN 3-518-41596-4.

## Film
- Das Phantom der Erinnerung, A 2012 Friedemann Derschmidt, 45 min; Drehbuch mit Ilana Shmueli und Karin Schneider, Kurt Mayer Film; Diagonalepreis 2013 für den besten Kurzdokumentarfilm